# Buris Henriksen
Buris Henriksen, död efter 1167, var en dansk prins, son till Henrik Skadelår.
Buris Henriksen deltog i inbördeskriget på 1150-talet på Valdemar den stores sida och erhöll förläningar i Jylland. 1162 medföljde Buris Valdemar på dennes resa till riksdagen i Dôle. En brytning inträffade dock med Valdemar, som 1167 lät fängsla Buris. 1163 grundade Buris Henriksen Tvis Kloster.